# Липляни (Коростенський район)
Липля́ни — село в Україні, у Чоповицькій селищній територіальній громаді Коростенського району Житомирської області. Кількість населення становить 269 осіб.
У 1923—54 роках — адміністративний центр Липлянської сільської ради Чоповицького району.

## Населення

### Мова
Розподіл населення за рідною мовою за даними перепису 2001 року:
| Мова       | Кількість | Відсоток |
| ---------- | --------- | -------- |
| українська | 267       | 99.26%   |
| російська  | 2         | 0.74%    |
| Усього     | 269       | 100%     |

## Особистості
В селі народився Шмагун Іван Петрович (1914—1987) — український радянський скульптор.